# Pohaj-tenger
A Pohaj-tenger (Bohai-tenger) avagy Pohaj-öböl (Bohai-öböl) (kínaiul 渤海, pinjin átírással Bóhăi) a Sárga-tenger Pekinghez legközelebb eső, északnyugati belső öble. 
Területe kb. 78 000 km². Északon Liaoning, délen Santung (Shāndōng), nyugaton Hopej (Hébĕi) és Tiencsin (Tiānjīn) határolja.
Északon a Liaotung-öböl (Liaodong-öböl), nyugaton a Pohaj-öböl (Bohai-öböl), délen a Lajcsou-öböl (Laizhou-öböl) nyúlványa található. Ide ömlik a Sárga-folyó. 
Kína fővárosa, Peking (Běijīng) nagyon közel esik a Pohaj (Bohai)-tengerhez, ezért itt igen nagy a hajóforgalom.
Az 1990-es években kőolajat és földgázt találtak a tenger alatti földrétegekben. 2011 júniusában háromszor is olaj ömlött a tengerbe, amit a hatóságok eltitkoltak.

## Lásd még
- Pohaj (Bohai)-tengeri alagút

## Külső hivatkozások
- Kína vízforrásai – Környezeti biztonság szükséges – 中国与世界，环境危机大家谈 (angolul)